# Anatole Milandou
Anatole Milandou (Milandu en kikongo), né le 18 novembre 1946 à Nsamouna, est un prélat catholique congolais, archevêque de Brazzaville de janvier 2001 à novembre 2021, date à laquelle il démissionne, ayant atteint la limite d'âge de 75 ans. Il est remplacé par son coadjuteur Bienvenu Manamika Bafouakouahou.

## Biographie
Anatole Milandou est né le 18 novembre 1946 à Nsamouna, dans l'actuel district de Kinkala, situé dans le département du Pool, en République du Congo. Après des études primaires à Goma Tsé-Tsé et Mindouli, il entre à la rentrée 1960 au Petit séminaire de Mbamou. Entre 1967 et 1973, il étudie la philosophie et la théologie au séminaire Libermann de Brazzaville. Le 23 juin 1974, il est ordonné prêtre pour l'archidiocèse de Brazzaville par le cardinal Émile Biayenda. Il remplit diverses fonctions au sein de l'archidiocèse et a aussi étudié le droit privé à l’Université Marien Ngouabi.

## Épiscopat
Le 22 juillet 1983, il est nommé évêque auxiliaire de Brazzaville, avec le titre d’évêque titulaire de Capra (de). Il est consacré le 28 août suivant par le cardinal Roger Etchegaray. Le 3 octobre 1987, il est transféré au diocèse de Kinkala, nouvellement créé. Le 23 janvier 2001, il devient archevêque métropolitain de Brazzaville.

### Référendum de 2015 en République du Congo
Il tente de mener une médiation entre l’opposition qui s’oppose à la tenue du référendum de 2015 et le pouvoir. Face à l’échec de sa tentative, il appelle au dialogue et à « sauver ce qui nous reste : la cohésion nationale ».

### Mandats
Entre 1997 et 2003, il est président de la Conférence épiscopale du Congo. Entre 1997 et 2000, il est président de l'Association des conférences épiscopales de la région de l'Afrique centrale .